# Kapok (unité de mesure)
Pour les articles homonymes, voir Kapok (homonymie).

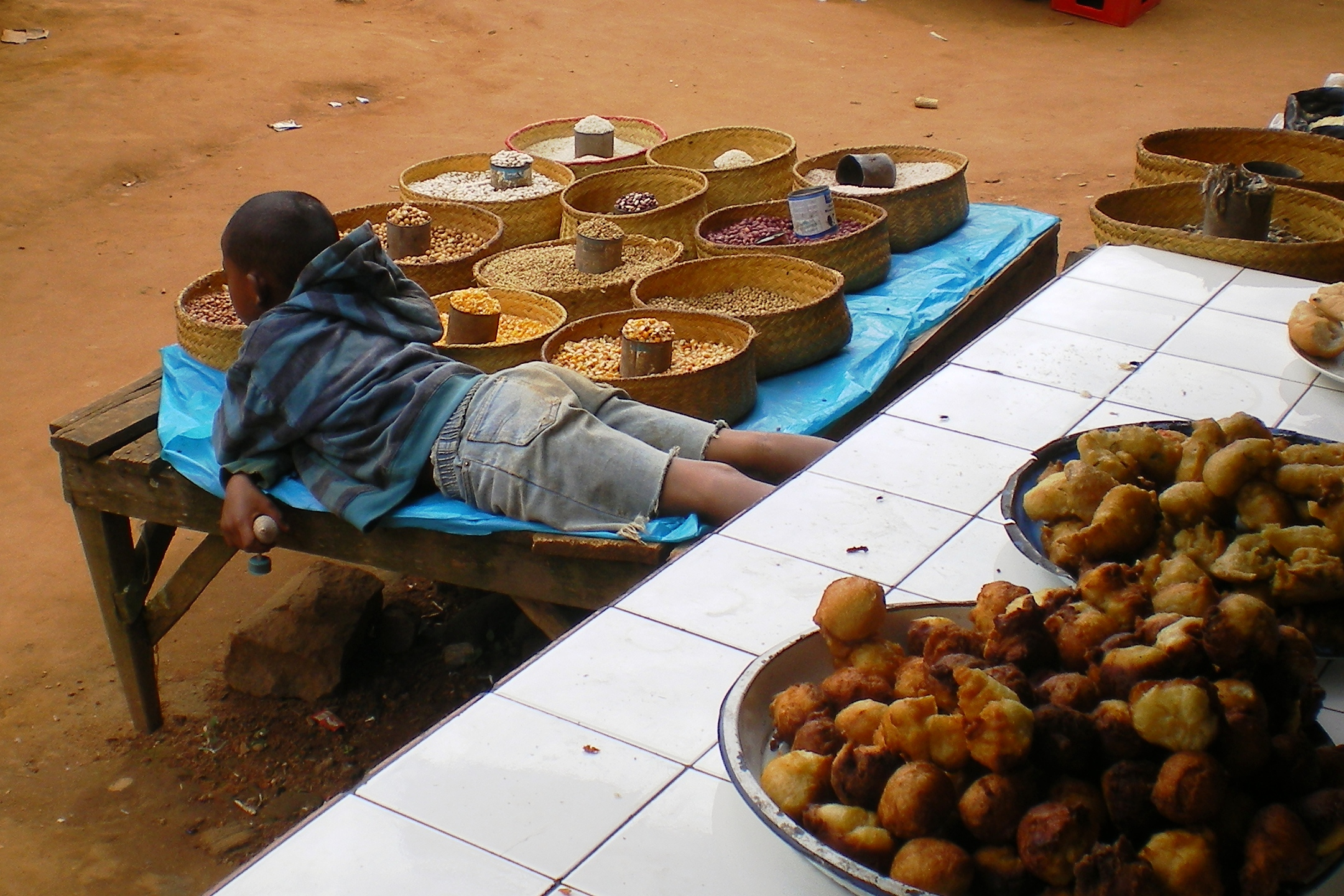
Un enfant attend allongé sur son étal, derrière-lui du riz et des fèves diverses et les boites de conserves vides qui sont utilisées pour mesurer les achats de ses clients.

Le kapok (ou kapoaka) est une unité de mesure traditionnelle malgache, équivalente à 300 ml. Il est utilisé pour mesurer certaines denrées alimentaires de base dont le riz blanc, les lentilles, les pois du Cap, le maïs, le sel, le sucre ou les crevettes séchées, vendus en vrac sur les marchés. 
Il est généralement admis qu'un kilo de riz équivaut environ 3 kapok et demi. D'ailleurs, les prix sont affichés dans les deux unités de mesures.
La dégradation des conditions économiques dans les années 1980-1990 (deuxième et troisième républiques) a entraîné la flambée des prix des denrées alimentaires. On a alors assisté à l’amenuisement des unités de mesure avec l’apparition du demi-kapok ou encore du madco (du nom d'une marque de boîte de purée de tomates en conserve, valant un quart de kapok).
Le kapok est également utilisé comme unité de mesure dans les recettes de cuisine malgache (comme c'est le cas de cuillère à café, de la cuillère à soupe ou du verre dans les livres de recettes européens).